# 434 (tal)
434 är det naturliga heltal som följer 433 och följs av 435.

## Matematiska egenskaper
- 434 är ett jämnt tal.
- 434 är ett palindromtal i det decimala talsystemet.

## Övrigt
- 434 Hungaria är en relativt liten asteroid i det inre asteroidbältet.[1]